# Rolf Bick
Rolf Bick (* 20. Mai 1930 in Wuppertal; † 7. November 2018 in Bickenbach) war ein deutscher Theologe und Professor für Praktische Theologie, Pastoralpsychologie und Erwachsenenbildung an der Evangelischen Hochschule Darmstadt.

## Leben
Bick absolvierte zunächst eine Maurerlehre. Es folgte das Abitur am Abendgymnasium, ein Studium zum Bauingenieur und das Studium der evangelischen Theologie. Im Anschluss wurde er Militärpfarrer auf einem Stützpunkt in der Eifel. 1977 wurde Bick mit der Arbeit Der lebenskundliche Unterricht der evangelischen Militärseelsorge als Arbeitsfeld christlicher Ethik und kirchlicher Erwachsenenbildung promoviert. 1978 wurde er als Professor an die Evangelische Hochschule Darmstadt berufen. 1995 ging er in den Ruhestand.
Bicks besonderes Interesse galt der Gestaltberatung, Gestaltseelsorge und Gestaltpädagogik.

## Veröffentlichungen
- Rolf Bick: Die Zukunft der Gestaltpädagogik – Erinnerungen und Perspektiven. Gestaltpädagogische Vereinigung e.V., 2005, archiviert vom Original am 6. August 2007; abgerufen am 13. November 2018.
- Rolf Bick: Ich singe den Ruhm der Gestalt. Neue Gestaltarbeit. Basiswissen für Therapie, Beratung, Pädagogik und Seelsorge. EHP – Verlag Andreas Kohlhage, Bergisch Gladbach 2011, ISBN 978-3-89797-066-3.